# Mrtvo more (Lokrum)
Mrtvo more je jezerce na južnom dijelu otoka Lokruma, pokraj Dubrovnika, ujedno i poznato kupališe. Jezero je duboko 10 m i široko 30 m.
Ovo nekadašnje erozijsko udubljenje u reljefu se u kvartaru ispunilo morem i postalo slano jezerce.
Tijekom milijuna godina, stijene su izrazito tektonski poremećene, o čemu svjedoče pukotinski i rasjedni sustavi koji se okršavanjem i erozijskim djelovanjem mora postupno proširuju.
Poznati dubrovački komediograf Marin Držić spominje ga u komediji Dundo Maroje.